# Skandal in Baden-Baden
Skandal in Baden-Baden (alternative Titel: Der Skandal in Baden-Baden oder Die Geliebte Roswolskys) ist ein deutscher Stummfilm von Erich Waschneck mit Brigitte Helm in der Hauptrolle. Gedreht wurde der Film 1928; erschienen ist er 1929. Die Geschichte basiert auf Georg Fröschels Roman Die Geliebte Roswolskys, der unter jenem Titel bereits 1921 verfilmt wurde, damals mit Asta Nielsen. In Österreich wurde auch die Filmfassung von 1929 als Die Geliebte Roswolskys ins Kino gebracht.

## Handlung
Vera Kersten ist eine junge, begabte aber regelmäßig ausgehungerte Tänzerin und Chorsängerin, der es aber an einem wohlmeinenden Gönner fehlt. Eines Tages lernt sie in Baden-Baden den steinreichen Großindustriellen John Leeds kennen, der sie ihrer annimmt, ein Heim gibt und sie nach bestem Können fördert. Keiner vor Ort mag glauben, dass Leeds ihr diese Unterstützung aus reiner Menschenliebe zukommen lässt, zumal ein findiger Manager dieses Gerücht gezielt lanciert, um seine Betrügereien durchführen zu können. Jeder geht davon aus, dass Leeds die junge Frau als seine Geliebte hält. Jedenfalls öffnen sich dank Johns Protektion sämtliche Türen Baden-Badens. 
Veras Karriere nimmt Gestalt an, aber glücklich macht sie dies nicht. Denn die Allianz mit Millionär Leeds wächst sich zum titelgebenden Skandal in Baden-Baden aus, und selbst der junge Baron Egon von Halden, den die Tänzerin liebt, hält sie für die Geliebte ihres Wohltäters. Leeds macht ihr bald einen Heiratsantrag, und Vera, verschuldet und beeindruckt von dem ihn umgebenden Luxus, nimmt diesen an. Doch John Leeds, der ganz en passant den Betrügereien des Managers ein Ende bereiten kann, erkennt bald, dass er von Vera aus den falschen Gründen ausgewählt wurde und muss einsehen, dass er auf Vera verzichten sollte, um sie wirklich glücklich zu machen.

## Produktionsnotizen
Skandal in Baden-Baden entstand im Sommer 1928 in Baden-Baden (Außenaufnahmen) sowie im UFA-Filmatelier von Berlin-Tempelhof und passierte die Zensur am 30. November 1928. Am 28. Januar 1929 fand die Uraufführung in Berlins UFA-Theater Universum statt. Der Sechsakter mit einer Länge von 1848 Metern Länge erhielt Jugendverbot. 
Alfred Zeisler übernahm die Produktionsleitung. Erich Czerwonski entwarf die Filmbauten.

## Kritiken
„Die Neubearbeitung eines von der UFA schon einmal mit der Nielsen verfilmten Vorwurfes … ohne unnötige Breiten interessant ansprechend, in allen Rollen gut dargestellt. Die Regieführung ist kontinuierlich und ebenso wie die Aufmachung und Photographie durchaus saubere Arbeit. — Gesamtqualifikation: Guter Mittelfilm.“

Jahrzehnte später arbeitete die Neue Zürcher Zeitung noch einmal Brigitte Helms tragische Festlegung durch die UFA auf den Rollentypus des „männermordenden“ Vamps heraus. Hier war zu lesen: „Im späten Stummfilm verkörpert sie zumeist den gefühllosen Vamp, dessen makelloses Gesicht die Faszination einer Marmorstatue ausstrahlt. Die in der Retorte alchemistisch gezeugte «Alraune» (1927; 1930) zeigt sie als seelenlose Verführerin, die eine gute Projektionsfläche männlicher Phantasien, aber nur selten einen weiblichen Charakter darbietet. «Die Yacht der sieben Sünden», «Skandal in Baden-Baden» und selbst Marcel L'Herbiers «L'argent» (alle 1928) zeugen von dieser Festlegung.“